# Fiat C.R.20
Il Fiat C.R.20 era un biplano da caccia italiano impiegato a cavallo degli anni venti e trenta. Il principale utilizzatore fu la Regia Aeronautica, che lo impiegò anche durante la guerra d'Etiopia, ma trovò un discreto successo nell'esportazione, venendo impiegato tra le altre dalle aeronautiche ungherese, austriaca, paraguayana e lituana.

## Storia del progetto
Progettato dall'ingegner Celestino Rosatelli, il C.R.20 rappresentò la tappa intermedia tra i primi caccia biplani C.R.1 e la famiglia dei C.R.30-C.R.32. Il C.R.20 abbandonava la fusoliera costruita principalmente in legno (lignea) dei C.R.1 per adottare una fusoliera quasi interamente in metallo, con rivestimento misto in pannelli metallici nella parte anteriore e tela in quella posteriore.

Con il C.R.20 Rosatelli introduceva anche l'ala sesquiplana tradizionale, mentre i caccia precedenti erano dei sesquiplani invertiti, con l'ala superiore più corta di quella inferiore. Non cambiavano invece i montanti interalari, sempre del tipo a W (a trave di Warren), una caratteristica di tutti i biplani di Rosatelli, e la forma degli impennaggi di coda.
Il motore impiegato era il 12 cilindri a V Fiat A.20 da 410 CV. Il raffreddamento era a liquido con il radiatore montato sopra il mozzo dell'elica bipala.
Dopo il primo volo del 19 giugno 1926, il velivolo destò un favorevole interesse al successivo Salone internazionale dell'aeronautica e dello spazio di Parigi-Le Bourget.

L'unica caratteristica antiquata del velivolo era l'adozione di un carrello con ruote collegate da assale e tamponi in gomma come ammortizzatori. Dalla versione C.R.20bis venne adottato un più moderno carrello a ruote indipendenti.

## Tecnica
Sono riportate alcune caratteristiche tecniche relative alla versione C.R.20 bis.

### Motore
Il C.R.20 bis era equipaggiato con un motore Fiat A.20 AQ, della potenza di 410 CV, a 12 cilindri a V raffreddati ad acqua.

Le pompe per la circolazione della benzina, dell'olio e dell'acqua erano meccaniche e integrate nel motore. Era presente anche una pompa a mano, fra il serbatoio supplementare dell'ala e il serbatoio inferiore, sganciabile, che nel caso di avaria della pompa della benzina permetteva di alimentare il motore per caduta naturale.
Il serbatoio, realizzato in lamiera di duralluminio, era posizionato sulla verticale del baricentro, aveva la capacità di 282 litri ed era sganciabile in volo. Fra le due semiali c'era un serbatoio supplementare, protetto da blindatura, della capacità di 22 litri.
L'elica, bipala, era in legno di noce, del diametro di 2,6 m a passo fisso, avente washout: 0,92 m (periferico) -  1,792 (alla radice).

### Armamento
L'armamento consisteva in due mitragliatrici Vickers anteriori, a comando indipendente, comandate dal motore e sincronizzate per il tiro attraverso le pale dell'elica.

Sotto le mitragliatrici vi erano due scatole portanastro, della capacità di 500 colpi ciascuna.
Per le esercitazioni di tiro, era presente una "fotomitragliatrice", che consentiva il controllo fotografico e cronometrico della direzione di sparo e della durata utile.

### Fusoliera
La struttura resistente della fusoliera era costituita da 4 longheroni in tubo d'acciaio e fra loro collegati da un traliccio sempre in tubo d'acciaio. La cellula biplana era di tipo rigido, a struttura triangolare.

Il rivestimento della fusoliera era misto: in duralluminio nella parte anteriore mentre la rimanente copertura era in tela verniciata.
Il carrello era aperto, in acciaio, dotato di ammortizzatori oleoelastici e freni per le ruote ed era supportato da due V in tubi conici d'acciaio. Le ruote, tipo Standard III, avevano la carreggiata di 1,9 m.

Il pattino era a cucchiaio, con tamponi in gomma, supportato da una V di tubo d'acciaio.

### Ali e impennaggi
Le ali erano montate con attacchi a cerniera ed erano sostenute da 8 montanti in lamiera d'acciaio, disposti a traliccio.

Con profilo sottile, le ali avevano la profondità di 1,625 m e un diedro trasversale di 1°20'. Le ali superiori avevano una lunghezza di 9,8 m mentre le inferiori erano lunghe 6,82 m.

La struttura delle ali era in acciaio e duralluminio, mentre il rivestimento era in tela di cotone verniciata.
I longheroni erano in duralluminio, con le pareti alleggerite a traliccio triangolare, mentre le centine erano realizzate con tubetti di alluminio.
La struttura degli alettoni era in duralluminio.

### Strumentazione e comandi
La strumentazione di bordo comprendeva una bussola, gli avvisatori d'incendio, i rubinetti della benzina, i manometri della benzina e dell'olio, i comandi motore, la pompa a mano, il comando del piano fisso, il comando del freno ruote.

Era inoltre presente due aerotermometri dell'olio e dell'acqua, il contagiri, il comando di sgancio del serbatoio, l'indicatore di velocità e del livello della benzina.
Era presente una macchina fotografica del tipo O.M.I., a pellicola, con formato 13x18 cm, che poteva essere comandata da un autocronometro per temporizzare gli intervalli di presa.

## Impiego operativo

### Italia
La Regia Aeronautica fu il principale utilizzatore del C.R.20 e delle sue varianti. In servizio venne impiegato sia nelle operazioni in Libia che, con pochi esemplari, nelle prime fasi della guerra d'Etiopia (106ª Squadriglia, 107ª Squadriglia e 111ª Squadriglia), conflitto in cui venne impiegato per operazioni di attacco al suolo, anticipando l'utilizzo che verrà fatto dei C.R.32 e C.R.42 durante il secondo conflitto mondiale. La versione idrovolante prodotta dal 1928 dalla Macchi e CMASA equipaggiò la 161ª Squadriglia e 162ª Squadriglia di caccia marittima. Grazie alle caratteristiche di manovrabilità i C.R.20 equipaggiarono i reparti acrobatici della Regia Aeronautica. In questo ruolo si ricorda soprattutto l'ultima versione dei C.R.20, il C.R.Asso con un più potente motore Isotta Fraschini. Nel ruolo di addestratori i C.R.20 prestarono servizio per tutti gli anni trenta.

### Austria
L'austriaca Luftwaffen Kommando Österreich operò con 16 C.R.20 bis, 16 C.R.20bisAQ, 4 C.R.20B. I velivoli ancora operativi dopo l'Anschluss ricevettero contrassegni della Luftwaffe venendo impiegati come addestratori.

### Ungheria
L'ungherese Magyar Királyi Honvéd Légierő operò con almeno 16 esemplari, compresi alcuni biposto. Acquisiti nel 1932 i velivoli furono progressivamente sostituiti a partire dal 1935 con i C.R.30 e C.R.32.

### Lituania
La lituana Karinės Oro Pajėgos operò con 16 (o 15) velivoli acquistati nel 1928. Nel giugno 1940 sette esemplari risultano in carico alla 7 Eskadrile (settima squadriglia) del II Aviacijos (Naikintuvu) Grupe (secondo gruppo (caccia) aereo), del quale faceva parte anche un ANBO-51, al comando del mjr. Jonas Adomaitis e basato presso l'aeroporto di Kaunas.

### Altri
Altre forze aeree mondiali ebbero in organico alcuni esemplari del C.R.20. Il Paraguay, 6 (o 5) C.R.20bis che vennero impiegati tra il 1932 e il 1935 nella guerra del Chaco contro la Bolivia, la Spagna, 6 velivoli, e la Polonia, 4 velivoli.

## Varianti

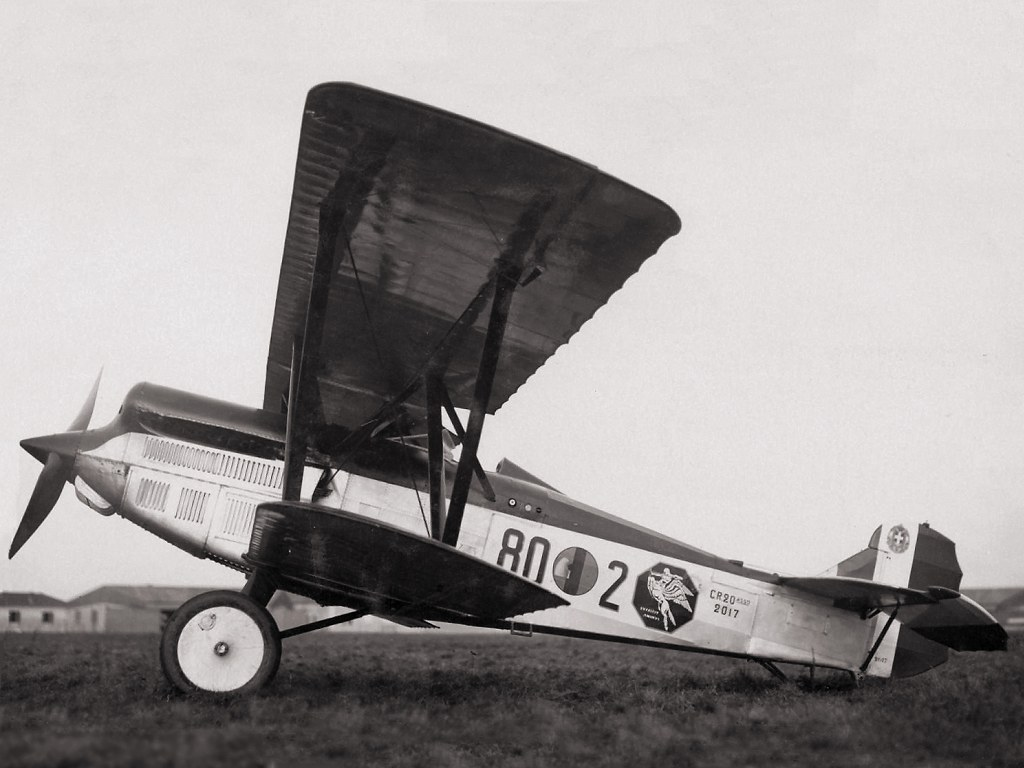
Un Fiat C.R.20 Asso, versione dotata del motore Isotta Fraschini Asso Caccia.

- C.R.20 Idro: variante idrovolante a scarponi del caccia Fiat. Vennero realizzati 23 esemplari dalla Macchi e 23 dalla CMASA. L'installazione dei galleggianti comportò un deperimento delle caratteristiche di velocità e maneggevolezza.
- C.R.20bis: la variante introduceva un più moderno carrello che prevedeva due ruote anteriori indipendenti dotate di freni e ammortizzatori oleopneumatici, anziché il carrello ad assale unico con tamponi in gomma come ammortizzatori dei C.R.20 di serie. Prodotto a partire dal 1930 venne realizzato in circa 235 esemplari.
  - C.R.20bisAQ: dei 235 esemplari di C.R.20bis realizzati alcuni ricevettero una variante potenziata del motore Fiat A.20 designata A.20AQ, dove la sigla AQ sta per Alta Quota. Questo motore consentiva migliori prestazioni in quota ed una maggiore velocità di salita.
- C.R.20B: designazione della variante biposto dei C.R.20 e dei C.R.20bis impiegata sia per l'addestramento che come aereo da collegamento.
- C.R.20 Asso o C.R. Asso: ultimo sviluppo della formula del C.R.20, con l'installazione di un più potente motore Isotta Fraschini Asso Caccia da 480 CV (353 kW). Vennero modificati gli impennaggi aumentandone le superfici orizzontali. Con l'adozione del nuovo motore venne introdotta anche una nuova cappottatura dalla linea più filante ed aerodinamica. Il modello, prodotto dal 1931 al 1932 in circa 204 esemplari (prodotti dalla Macchi e dalla CMASA), migliorò le caratteristiche acrobatiche del precedente C.R.20bis.

Alcuni C.R.20 vennero impiegati per scopi sperimentali, tra cui l'applicazione di alule Handley Page sul bordo d'attacco.

## Utilizzatori
Austria
- Luftwaffen Kommando Österreich

 Italia
- Regia Aeronautica

 Lituania
- Karinės Oro Pajėgos

 Paraguay
- Fuerza Aérea Paraguaya

 Polonia
- Siły Powietrzne

 Spagna
- Aviación Nacional

 Ungheria
- Magyar Királyi Honvéd Légierő

### Riviste
- Sketchbook: FIAT CR 20 ASSO, in Aerofan, n. 3/1979, Milano, AISA, Anno 2º Lug./Set. 1979,  pp. 94-100.